# Xenares
Xenares (Ξενάρης) fou un èfor espartà.
Va entrar al càrrec el 421 aC i era oposat a la treva recentment acordada amb Atenes per 50 anys. Junt amb el seu col·lega Cleòbul va intrigar amb beocis i corintis per refer la Lliga del Peloponès, reforçada amb l'afegit d'Argos. Si així hagués estat Esparta podia renovar la guerra contra Atenes amb garanties però els plans no van sortir bé.
Un Xenares d'Esparta fill de Cnidis és esmentat com a cap de la colònia lacedemònia a Heraclea de Tràcia (420 aC). La colònia fou assaltada per les tribus de la rodalia que van derrotar els colons als que van produir gran pèrdues i entre els morts el mateix Xenares. L'opinió majoritària és que eren dos personatges diferents.